# Igors Semjonovs
Igors Semjonovs (né le 3 juillet 1985 à Riga) est un footballeur international letton.

## Carrière
Milieu de terrain, Igors Semjonovs est international letton à dix reprises entre 2003 et 2004, disputant trois matchs des éliminatoires de l'Euro 2004 mais est forfait pour le barrage contre la Turquie. Cependant, bien qu'il ait fait le premier match de préparation pour l'Euro 2004, il n'est pas retenu pour le tournoi final au Portugal. Il revient en août 2004 contre le Pays de Galles et dispute deux matchs des éliminatoires du Mondial 2006 et participe à la  Coupe du Premier Ministre de Bahreïn.  